# ماريا سيمون
ماريا سيمون (بالألمانية: Maria Simon )‏ (و. 1976 – م) هي ممثلة من ألمانيا. ولدت في لايبزيغ.

## وصلات خارجية
- ماريا سيمون على موقع IMDb (الإنجليزية)
- ماريا سيمون على موقع مونزينجر (الألمانية)
- ماريا سيمون على موقع ألو سيني (الفرنسية)
- ماريا سيمون على موقع أول موفي (الإنجليزية)
- ماريا سيمون على موقع قاعدة بيانات الأفلام السويدية (السويدية)
- ماريا سيمون على موقع قاعدة بيانات الفيلم (الإنجليزية)
- ماريا سيمون على موقع كينوبويسك (الروسية)